# Gacrux
Gacrux (Kunstwort aus „Gamma“ und „Crux“) ist der Name des Sterns γ Crucis (Gamma Crucis) im Sternbild Kreuz des Südens, dessen dritthellster Stern er ist. Gacrux ist nur von der südlichen Hemisphäre sichtbar. Sein Name dürfte durch den Astronomen Elijah Hinsdale Burritt (1794–1838) durch Zusammenziehung seiner Bayer-Bezeichnung eingeführt worden sein.
Mit einer scheinbaren Helligkeit von 1,59 mag ist Gacrux der 25-hellste Sterne des Firmaments. Gacrux ist ein Roter Riese der Spektralklasse M3.5. Seine Entfernung von der Sonne beträgt etwa 90 Lichtjahre (Hipparcos Datenbank), seine absolute Helligkeit ca. −0,6 mag. Die Ausmaße des Roten Riesen werden auf etwa 3 Sonnenmassen, 110 Sonnendurchmesser und (bei Berücksichtigung seiner Infrarot-Strahlung) 1500-fache Sonnenleuchtkraft geschätzt.
Gacrux ist ein Doppelstern. Sein Begleiter ist ein 6,4 mag heller blauweißer Stern der Spektralklasse A3 und befindet sich 129" von der Hauptkomponente entfernt. Er kann schon in einem Prismenfernglas beobachtet werden. Früher wurde angenommen, dass es sich um einen physischen, also gravitativ gebundenen Doppelstern handelt, doch nach neueren Beobachtungen stellt das System einen optischen Doppelstern dar, wobei der Begleiter Gamma Crucis B mit etwa 400 Lichtjahren mehr als viermal so weit wie der Hauptstern von der Sonne entfernt sein dürfte. Gacrux besitzt auch zwei weitere optische Begleiter.
Der Hauptstern ist ein halbregelmäßiger Veränderlicher, dessen Helligkeit um einige Zehntel-Magnituden mit einer nicht sehr konstanten Periode von etwas weniger als 90 Tagen schwankt. Durch einen starken, variablen Sternwind verliert er Masse. Er hat sich von einem B-Stern der Hauptreihe zu einem Roten Riesen entwickelt und dürfte sich heute bereits in einer Phase jenseits des Helium-Brennens befinden. Da sich in seiner Atmosphäre Barium und andere Elemente finden, dürfte er von einem bisher unsichtbaren Weißen Zwerg umrundet werden, der aus einem massereicheren (physischen) Begleiter hervorgegangen ist. Dieser hatte sich schon früher zu einem Roten Riesen aufgebläht und seine äußere Atmosphäre als planetarischen Nebel abgestoßen, wobei schwere Elemente seines Inneren die heutige Hauptkomponente Gamma Crucis A kontaminierten.